# Постольский (посёлок)
Постольский — поселок в Малопургинском районе Удмуртской республики.

## География
Находится в южной части Удмуртии на расстоянии приблизительно 2 км на северо-восток по прямой от районного центра села Малая Пурга у автомобильной трассы Казань-Ижевск (часть дороги М-7 «Волга»).

## История
Известен с 1965 года. До 2021 года был административным центром Постольского сельского поселения.

## Население
Постоянных жителей было: 284 в 2002 году (удмурты 55 %, русские 29 %), 296 в 2012.